# Oração (canção de António Calvário)

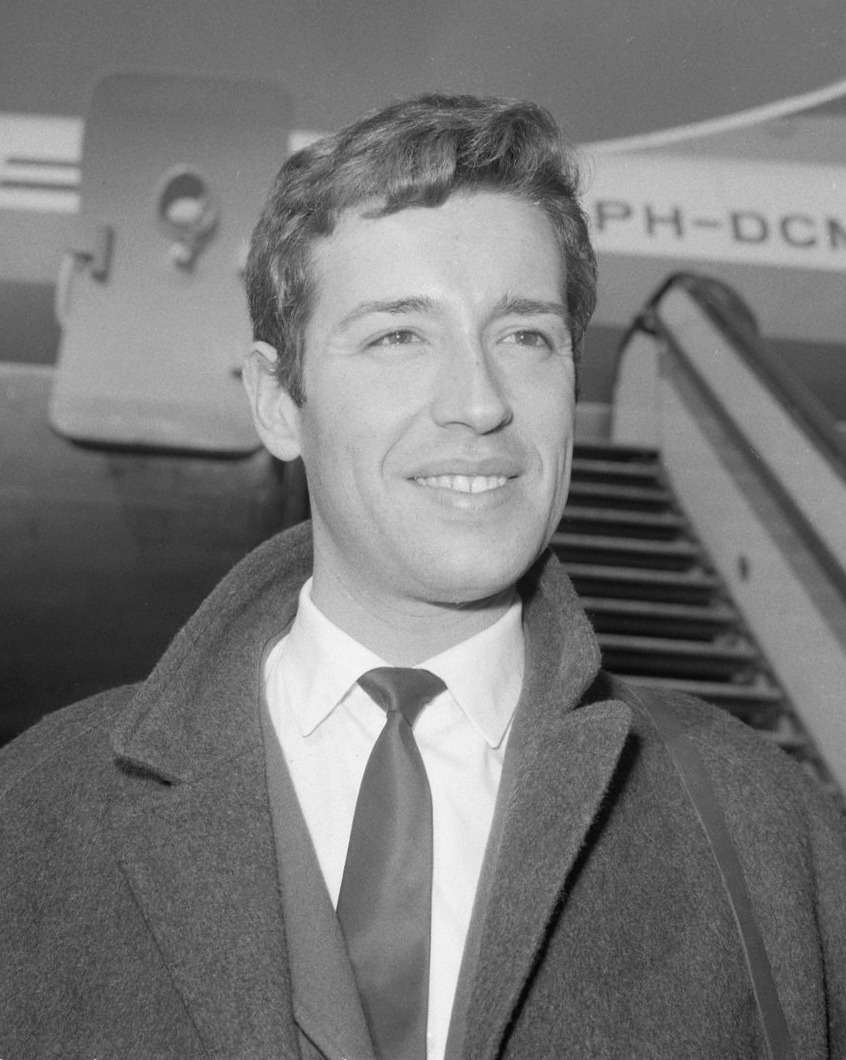
António Calvário, cantor da música.

"Oração" foi a canção que representou Portugal no Festival Eurovisão da Canção 1964, que teve lugar em Copenhaga a 21 de março de 1964.
A referida canção foi interpretada em português por António Calvário. Esta foi a estreia de Portugal no concurso e consequentemente a primeira vez que foi ouvida a língua portuguesa naquele festival. Foi a décima primeira canção a ser interpretada na noite do evento, a seguir à canção monegasca "Où sont-elles passées", interpretada por Romuald Figuier e antes da canção italiana  "Non ho l'età", cantada por Gigliola Cinquetti. 
A estreia portuguesa não foi auspiciosa, a canção e o cantor  foram recebidos friamente e mesmo assobiados  (não pela qualidade da canção, mas sim devido à política ditatorial do regime de António de Oliveira Salazar) e a canção classificou-se em último lugar (décimo terceiro lugar), com os indesejados zero pontos. A situação não foi pior, porque Portugal foi acompanhado nos zero pontos pelas canções da Alemanha, Suíça e Jugoslávia. No ano seguinte, em 1965, no festival realizado em Nápoles, Portugal seria representado com a canção "Sol de Inverno, interpretada por Simone de Oliveira.

## Letra
A canção é de estilo "chanson", popular nos primeiros anos do Festival Eurovisão da Canção e toma a forma de uma oração. Calvário dirige-se a Deus e confessa ter feito sofrer a sua amante. Ele vai em busca do perdão, sugerindo mesmo  que o amor pode ser uma punição.